# Wurlitzer Opus 2091
Wurlitzer Opus 2091 refererer til det Wurlitzer-kinoorgel Opus 2091 , som i 1930 blev installeret i Meyer Theatre i Wisconsin, USA. Det kostede 35.000 $, hvilket svarede til 451.780 $ eller 2.525.947 d. kr i 2009. Det tjener som reference og rettesnor til hvad Palladiums kinoorgel kostede, da det blev installeret i 1938, og det kan måske give et fingerpeg om hvad en restaurering af sidstnævnte kan komme til at koste. Wisconsin-orglet er netop blevet total-renoveret.

## Beskrivelse
Det er en Wurlitzer 190 med 2 Manualer og 8 piberækker. Det var en gang fixpunktet i det daværende Fox Theatre, hvor det underholdt i vaudeville shows, amatør forestillinger, fællessang, og Lørdag Aftens pauser i Filmforestillinger. På samme måde som teaterbygningen fik lov at forfalde i løbet af årene, således blev Mighty Wurlitzeren ignoreret og stort set glemt. Det blev pillet ud i 1975 og i 1989 blev det købt af Steven Adams fordi han ønskede at forhindre at delene blev spredt for alle vinde. Instrumentet forblev oplagret indtil 2001, hvor det blev købt og returneret til Meyer Theatre, efter en donation af Billie Kress.

## Restaureringen
Konsolen er bygget op fra bunden, slagtøjs-pneumatikken forsynet med nyt læder, en ny blæser er installeret og de 572 piber, som er fra blyant-størrelse og op til 6 meters længde er tilbage på deres plads. Moderne teknologi i form af en computer er blevet tilføjet; den styrer kontakterne, som fortæller orglet hvad det skal spille. Otte forskellige lyde kan genereres gennem orglet, herunder violin, kor og slagtøj. Orglet er også udstyret med 'special effects' såsom Hestehove, Skærende Tænder og Kane-bjælder.